# غوستاف شميت
غوستاف شميت (بالألمانية: Gustav Schmidt)‏ هو كاياكير ألماني، ولد في 9 أغسطس 1926، وتوفي في 29 ديسمبر 2016.

## وصلات خارجية
- غوستاف شميت على موقع اللجنة الأولمبية الدولية (الإنجليزية)
- غوستاف شميت على موقع أوليمبيديا (الإنجليزية)